# هارفي هال
هارفي هال (بالإنجليزية: Harvey Hall)‏ هو سياسي أمريكي، ولد في 5 يناير 1941 في مقاطعة كيرن في الولايات المتحدة، وتوفي في 19 مايو 2018 بسبب مرض كروتزفيلد جاكوب. حزبياً، نشط في الحزب الجمهوري. وقد انتخب عمدة بيكرسفيلد ‏.